# Czas zachodnioeuropejski letni
Czas zachodnioeuropejski letni (ang. Western European Summer Time, WEST) – strefa czasowa, odpowiadająca czasowi słonecznemu południka 15°E, który różni się o 1 godzinę od uniwersalnego czasu koordynowanego (UTC+01:00).
Afryka:
- Hiszpania (Wyspy Kanaryjskie)

Europa:
- Guernsey
- Irlandia
- Jersey
- Portugalia (z wyłączeniem Azorów)
- Wielka Brytania
- Wyspa Man
- Wyspy Owcze